# Barbus barbus
Cá râu thông thường (Danh pháp khoa học: Barbus barbus) hay còn gọi là cá Barbel là một loài cá nước ngọt thuộc họ Cá chép (Cyprinidae). Loài cá này cũng được sử dụng làm thực phẩm dù có khuyến cáo cho rằng có độc tố tự nhiên trong trứng cá.

## Phân bố
Loài cá này được tìm thấy trong các lưu vực sông đổ ra bắc biển Đen, nam biển Baltic, biển Bắc, Đại Tây Dương, Địa Trung Hải, đông nam đảo Anh. Hiện nay, loài cá này là đối tượng ưa thích của môn câu cá giải trí, nhất là ở Vương quốc Anh.

## Đặc điểm
Cá Barbel đạt trọng lượng hơn 10 kg, trong khi chiều dài từ đầu đến đuôi có thể vượt quá 80 cm, hình dạng cơ thể được phác họa giống như một quả ngư lôi, mặt sau có màu từ xanh đậm đến xanh ô liu, bụng sáng màu, các đường bên rõ ràng. Vây có màu hồng khác thường. Một đặc điểm khác biệt của cá Barbel là hai cặp ria mép nằm ở khóe miệng và mũi vì vậy chúng mới có tên là cá râu. Đôi mắt nhỏ, điều này khá bất thường đối với các loại cá đáy. Nhưng điều này cho thấy bộ ria mép giúp chúng tìm kiếm thức ăn. Cá Barbel có đôi môi dày, là một cách bảo vệ chống lại môi trường sỏi. Con cái thường, mặc dù lớn hơn con đực dù trưởng thành chậm hơn nhiều. Tuổi thọ của chúng có thể lên tới 20 năm.
Chúng thích ở gần đáy hơn trong các dòng sông với dòng chảy nhanh. Mùa đông ở các chỉ tiêu và hố gần bờ dốc và hầu như không ăn uống gì nhiều. Cá sinh sản vào tháng 5-6, đẻ từ 15 đến 45 nghìn quả trứng trên cát và sỏi ở nhiệt độ 11,15 độ. Loài cá này ăn chủ yếu vào ban đêm và buổi sáng sớm. Chế độ ăn uống của nó bao gồm động vật có vỏ, giun và ấu trùng côn trùng. Trứng cá của các loài cá khác cũng thường trở thành con mồi của chúng, cá này thường bơi theo sau, ăn ký sinh trùng trên da và thức ăn thừa của các loài khác.